# Muawiya
Muʿāwiya (în arabă معاوية ابن أبي سفيان‎, Muʿāwiya ibn ʾAbī Sufyān,  n. 603 d.Hr., Mecca, Provincia Mecca, Arabia Saudită – d. 18 aprilie 680 d.Hr., Medina, Califatul Omeiad) a fost calif între anii 661-680 d.Hr. S-a născut în anul 602 d.Hr. la Mecca și făcea parte din clanul Omeyyad care aparținea tribului Quraish. "Umayyazii , numiți astfel după unul dintre strămoșii lor Umayya [...] au reprezentat începutul altei etape [...] Califatul începând de acum a devenit practic o funcție ereditară" (Albert Hourani, Istoria popoarelor arabe, pag. 41) .

## Viața
Muʿāwiya  a trecut la islam după ce profetul Muhammad  a cucerit orașul Mecca în anul 630 d.Hr. Opunându-se mai întâi islamului, el a aderat la această religie în momentul în care a fost cucerită Mecca, urmând să devină apropiat lui Mahomed,  fiindu-i secretar și remarcându-se mai apoi „de califul Abu Bakr să cucerească Siria”[nefuncțională]
. Remarcându-se prin cuceririle sale militare „Muʿāwiya  a fost numit guvernator al Damascului  și, sub domnia califului ‘Umar, a devenit guvernator al Siriei”[nefuncțională]
 timp de 20 de ani. Una dintre cele mai cunoscute bătălii din perioada califului ’Abu Bakr, la care a participat Muʿāwiya. a fost Bătălia de la Yarmouk. Aceasta este foarte cunoscută deoarece au luat parte la ea atât copii cât și femei, cât și datorită diferenței considerabile dintre cele două armate. Armata lui Heraclius I a fost înfrântă cu toate că numărul armatei romane depășea considerabil numărul armatei musulmane și anume 200.000 de oameni împotriva a 24.000. După lupta de la Yarmouk, musulmanii au reușit să asedieze și Ierusalimul în anul 636.

## Guvernator al Siriei
După moartea fratelui său,  Yazid ibn ’Abi Sufyan   care fusese guvernator al Siriei, Muʿāwiya i-a urmat în această funcție, fiind numit guvernator al Siriei de către al doilea calif credincios ‘Umar. A urmat să se căsătorească aici cu Maysum, cea care va fi mama lui Yazid I. În acest fel, Muʿāwiya a reușit să se apropie de creștinii iacobiți care erau predominanți în Siria. Maysum pe lângă faptul că aparținea creștinismului de rit iacobit, era și fiica șefului tribului Kalb.

## Construirea flotei
Muʿāwiya împreuna cu ‘Abd allah ibn Sa’ad  (guvernatorul Egiptului) au construit o flotă în porturile Egiptului și Siriei. Cu ajutorul flotei construite Muʿāwiya a cucerit atât Rodosului  cât și Ciprul. Acestea au dus la Bătălia Cartagelor în anul 655 dintre Imperiul Bizantin și Muʿāwiya din care Imperiul Bizantin a ieșit înfrânt și de acum arabii au avut acces la Marea Mediterană. Și în această bătălie numărul vaselor din flota lui Muʿāwiya a fost cu mult în defavoarea celor romane, mai exact 200 de vase împotriva a aproape 1000 de vase romane. Acestei bătălii i-a urmat un asediu nereușit al Constantinopolului de către Muʿāwiya la comanda califului ‘Uthman.

## Războiul civil
Muʿāwiya este un personaj cunoscut nu doar datorită faptului că a fost primul calif omeyyad sau datorită dibăciei sale în artele războiului ci și datorită cunoscutei sale înfruntări cu cel de-al patrulea calif credincios, ‘Ali. Primul război civil a izbucnit datorită asasinării lui 'Uthman. Acest război civil s-a desfășurat în decursul a 5 ani între 656 și 661. Totul a început după moartea celui de-al treilea calif, ‘Uthman ibn ‘Affan, care fusese omorât de către rebelii ce i-au invadat căminul. Alte surse menționează că " ’Uthman a fost omorât după 12 ani din cauza nemulțumirilor extinse datorită manierei sale de a conduce. Clanul său Omeyyad a fost implicat în revolta pentru uciderea fiului lui ’Abu Bakr”  Acest asasinat a dus la alegrea unui nou calif. Cel de-al patrulea calif, ‘Ali, nu a fost recunoscut de către guvernatorul Siriei, Muʿāwiya, iar cei doi au ajuns să se confrunte și să poarte negocieri în privința califatului. Stabilindu-și armatele la Siffin, ‘Ali și Muʿāwiya au început negocierile. Au avut loc multe confruntări nocturne între cele două armate, însă au stabilit un arbitraj.  Astfel fiecare tabără și-a numit câte un reprezentant pentru acest arbitraj care să decidă între cei conducători care va fi câștigătorul. Reprezentantul taberei lui Muʿāwiya a fost ’Amr bin al-‘as  – un bun negociator și priceput al războiului. ‘Ali l-a numit pe ’Abu Musa al ’Ash‘ari. Cei doi au decis să lase poporul să decidă cine va deveni calif. Partizanii lui ‘Ali însă nu a putut accepta faptul că acesta a ales această cale și că face un pas inapoi de la statutul său de calif, ei au devenit cunoscuți mai târziu drept kharijiți. Mai târziu, în 661, ‘Ali a fost omorât de către kharijiți în decursul lunii Ramadan, când se ruga la Marea Moschee din Kufa. După acest eveniment, Muʿāwiya deținea cea mai organizată forță din cadrul imperiului musulman. În același an , el a fost numit calif în cadrul unei ceremonii de la Ierusalim.

## Expansiunea din perioada califatului Omeyyad
După ce a făcut un pact cu fiul mai mare al lui ‘Ali, Hasan, Muʿāwiya a domnit aproape 20 de ani, timp în care s-a remarcat prin numeroase cuceriri formând califatul Omeyyad. Printre numeroasele sale cuceriri s-au numărat Tunisia, Egiptul, Sicilia, datorită importanței sale din punct de vedere strategic, Marocul, care a fost cucerit de către ‘Uqba ibn Nafi. Câțiva ani mai târziu omeiazii au reușit să cucerească teritorille din Spania (expansiune începută în anul 710 d.Hr.) , până în sudul Franței (718 d.Hr.).

## Numirea lui Yazid drept calif
Numirea fiului său drept succesor a fost una dintre cele mai controversate decizii pe care Muʿāwiya le-a luat. Faptul că a participat la numeroase expediții a făcut din Yazid  un foarte bun cunoscător al artelor războiului, însă ca politician nu avea prea multă experiență, fapt care îi facea pe unii dintre partizanii lui Muʿāwiya să-l prefere drept calif, cum ar fi Marwan, cel care își dorea să devină după moartealui Muʿāwiya membru senior al clanului Omeyyad. Înainte de a muri însa Muʿāwiya a făcut o întrunire în cadrul căreia au fost chemați și câțiva oponenți ai lui Yazid, și-anume ’Abdu Rahman bin ’Abu Bakr  (fiul lui ’Abu Bakr),  ’Abdullah ibn ’Umar (fiul lui ‘Umar),  Husayn bin ’Ali  (fiul lui ’Ali), ’Abd Allah ibn al-Zubayr  (nepotul lui ’Abu Bakr) și ’Abd Allah ibn ’Abbas (verisorul lui ’Ali) . Aceștia au fost confruntați direct în fața tuturor oamenilor adunați de către Muʿāwiya .

## Moartea lui Muʿāwiya și beneficiile aduse în timpul vieții.
Muʿāwiya a murit pe 29 aprilie sau 1 mai 680 d.Hr.. Înainte de a muri, i-a lăsat scris fiului său instrucțiuni în privința comportamentului său față de oponenții săi, în special în privința lui Husayn ibn ‘Ali, menționând că ar trebui să îi acorde ceva mai multă atenție pentru că este ultimul urmaș de sânge al Profetului. Acest sfat însă nu va fi luat în seamă de Yazid. Muʿāwiya a fost cunoscut datorită numeroaselor sale reușite: crearea flotei și învingerea celei bizantine în Bătălia Catargelor în anul 655, care i-a deschis “porțile” spre Marea Mediterană, dar și Spania și nordul Africii.  A deținut o faimoasă librărie, (bayta l-hikma), în care se aflau multe cărți de astrologie, chimie și medicină. A fost un cunoscător al războiului cât și al diplomației, a susținut oamenii care se remarcau prin talentul lor, indiferent de clanul sau tribul de care aparțineau.